# John Burrow
John Anthony Burrow, FBA (3 augustus 1932 – 22 oktober 2017) was een Engelse literatuurwetenschapper. Hij was Winterstoke-hoogleraar Engels aan de Universiteit van Bristol van 1976 tot 1998 en decaan van de Faculteit der Letteren aan die universiteit van 1990 tot 1993.
Burrow was enig kind van een accountant en een leraar. Hij werd geboren en getogen in Loughton, Essex. Hij schreef zich in 1950 in bij Christ Church, Oxford voor de studie Engelse taal. Na een docentschap aan King's College, Londen en andere colleges van Oxford, werd hij in 1961 verkozen tot fellow van Jesus College, Oxford. In 1976 verhuisde hij naar de Universiteit van Bristol, waar hij bleef tot zijn pensionering in 1998.
Burrow was getrouwd met de romanschrijfster Diana Wynne Jones.